# لنز چشم‌ماهی

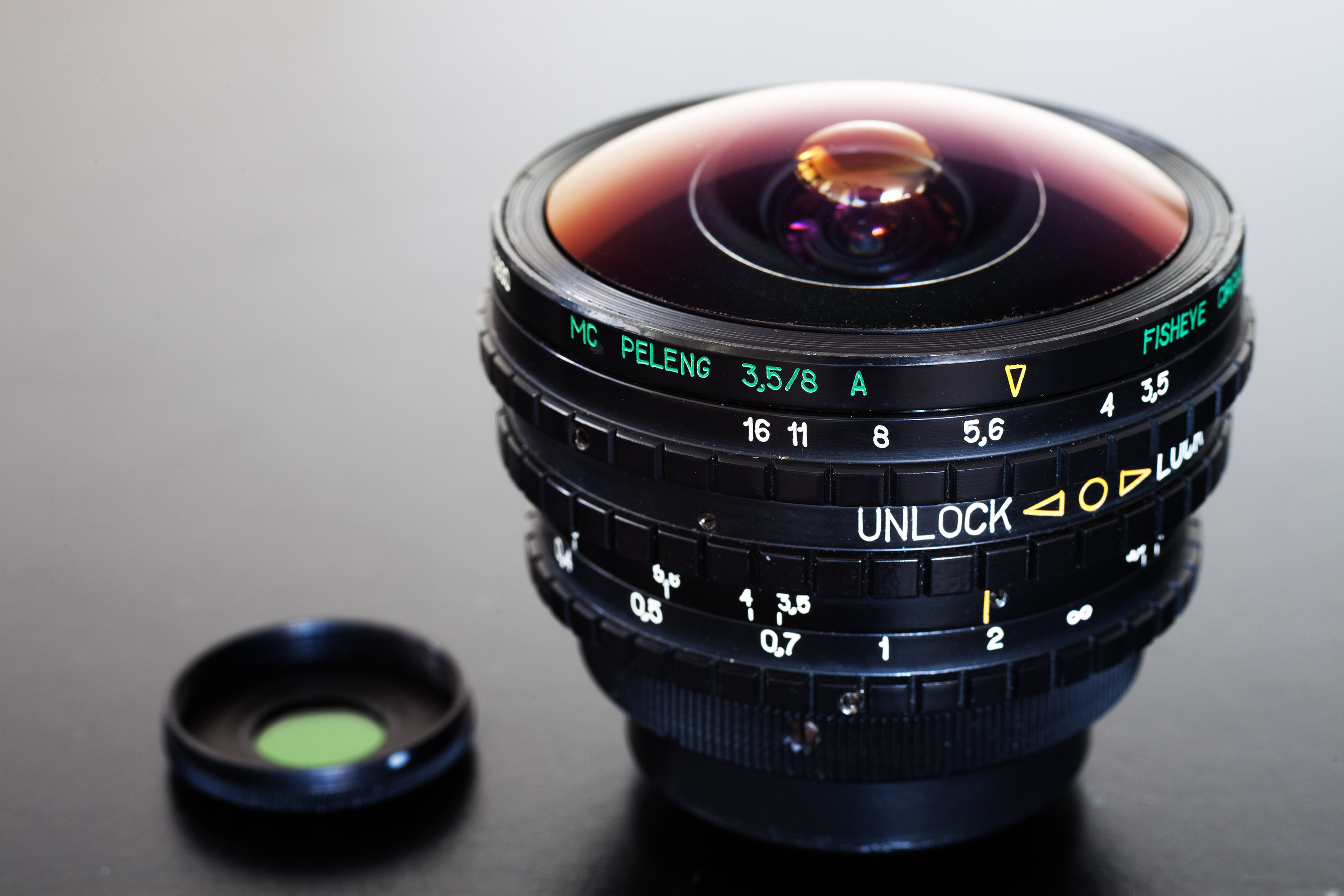
یک لنز چشم ماهی

لنز چشم‌ماهی (به انگلیسی: Fisheye lens) لنزهایی هستند که حداکثر زاویه دید را به بیننده می‌دهند. معمولاً فاصله کانونی آنها بین ۶ تا ۱۶ میلی‌متر است. دلیل نام‌گذاری این لنزها، شباهت آنها به چشم ماهی و محدب بودن عدسی بیرونی لنز می‌باشد. هرچه محدب بودن این عدسی بیشتر باشد، زاویه دید آن بازتر و انحنای خطوط بیشتر خواهد بود.
عکس حاصل از این لنزها، به شکل دایره‌وار می‌باشد و از این لنز برای ایجاد جلوه‌های ویژه تصویری استفاده می‌گردد.

## نگارخانه

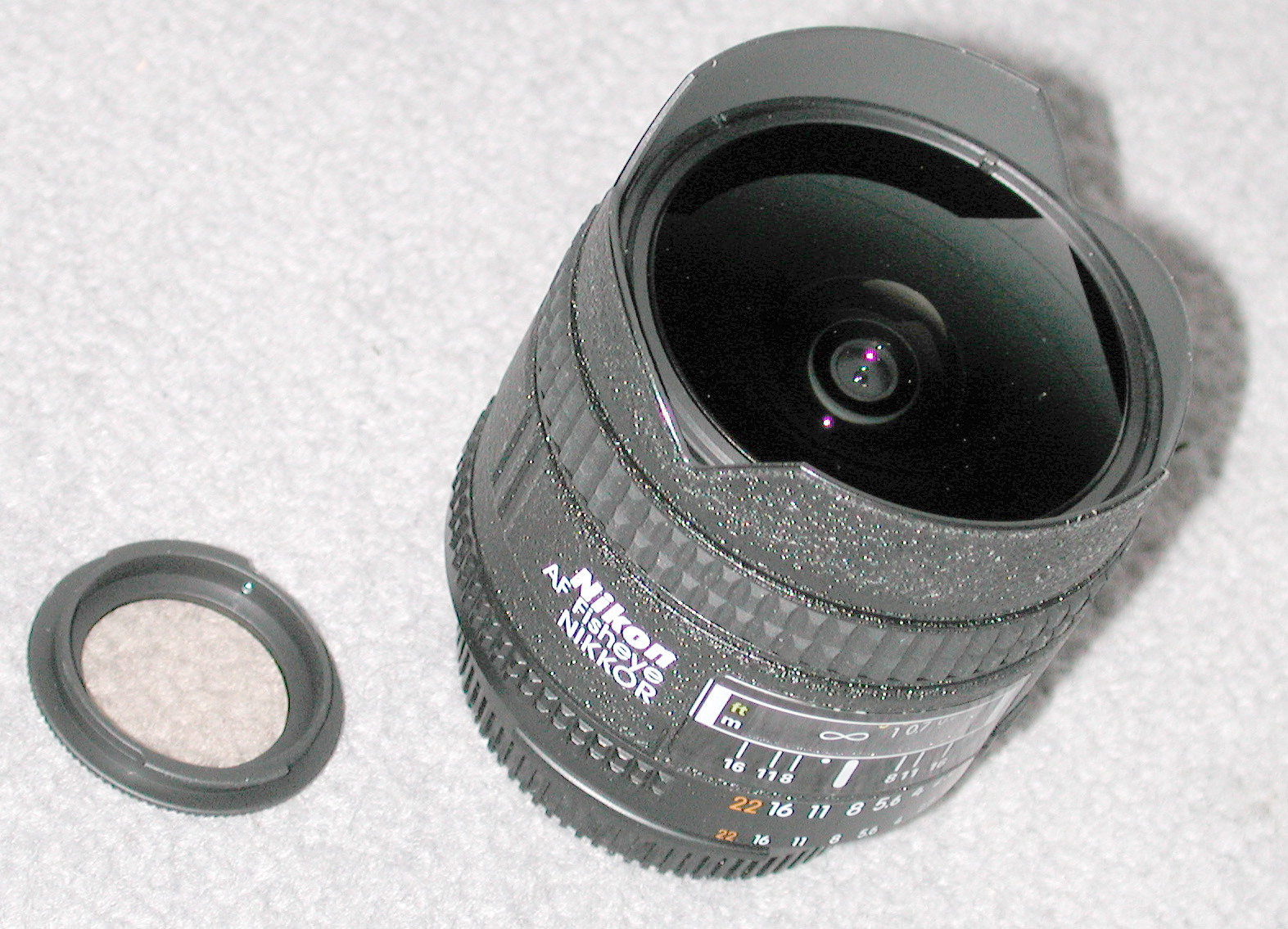
یک لنز فول فریم چشم ماهی برای دوربین‌های ۳۵ میلیمتری
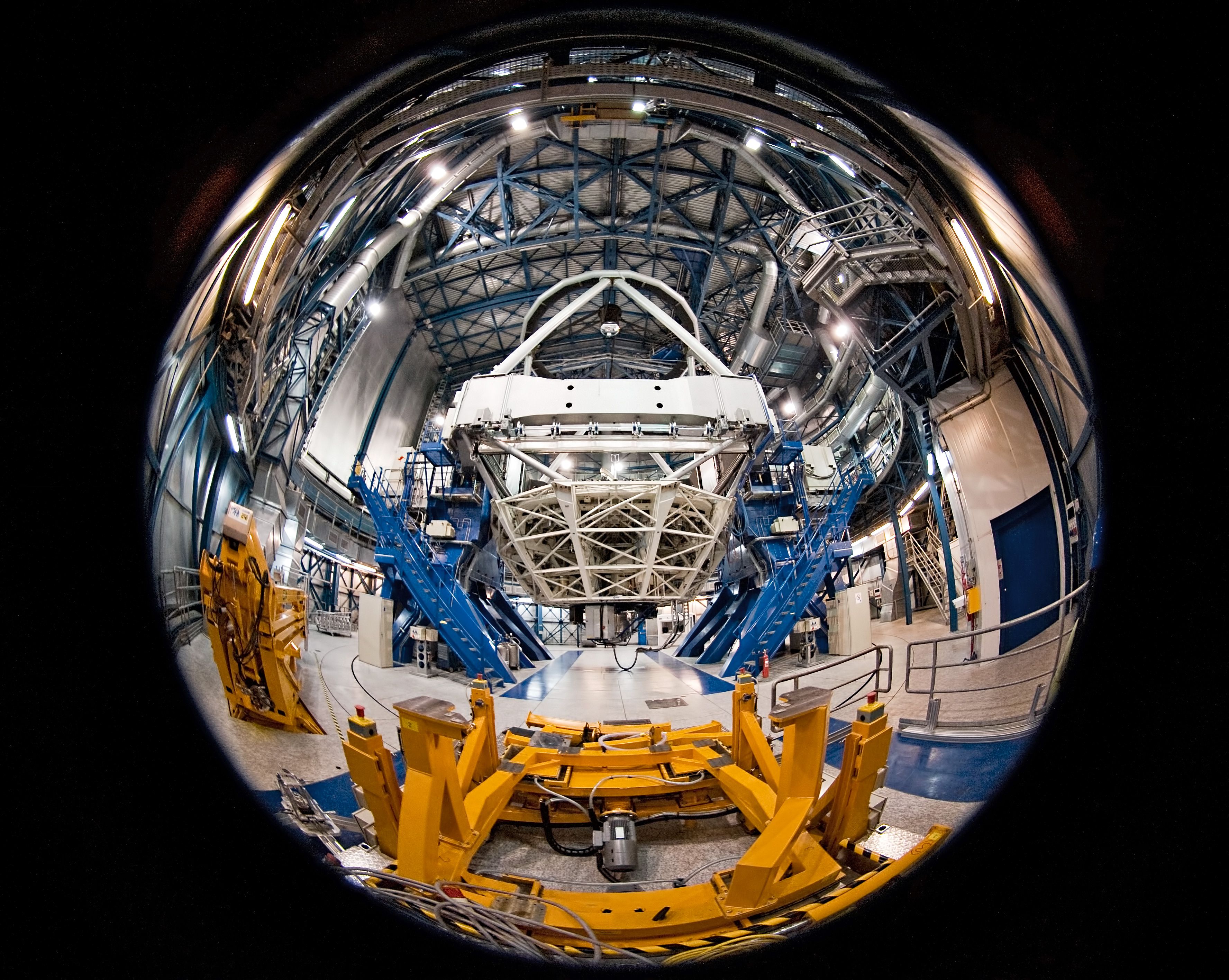
رصدخانه جنوبی اروپا
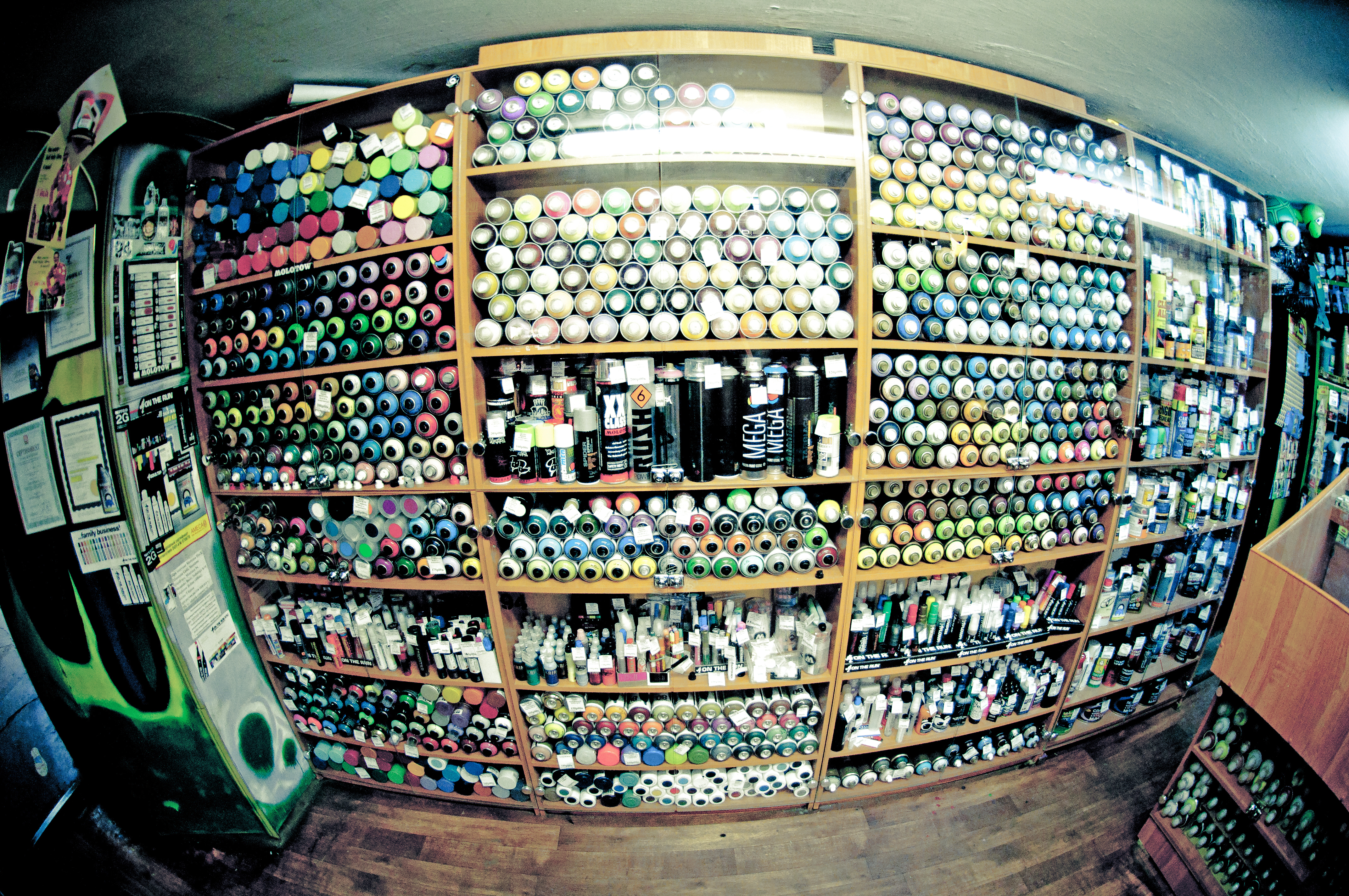
فضای داخلی با استفاده از لنز فول فریم چشم ماهی
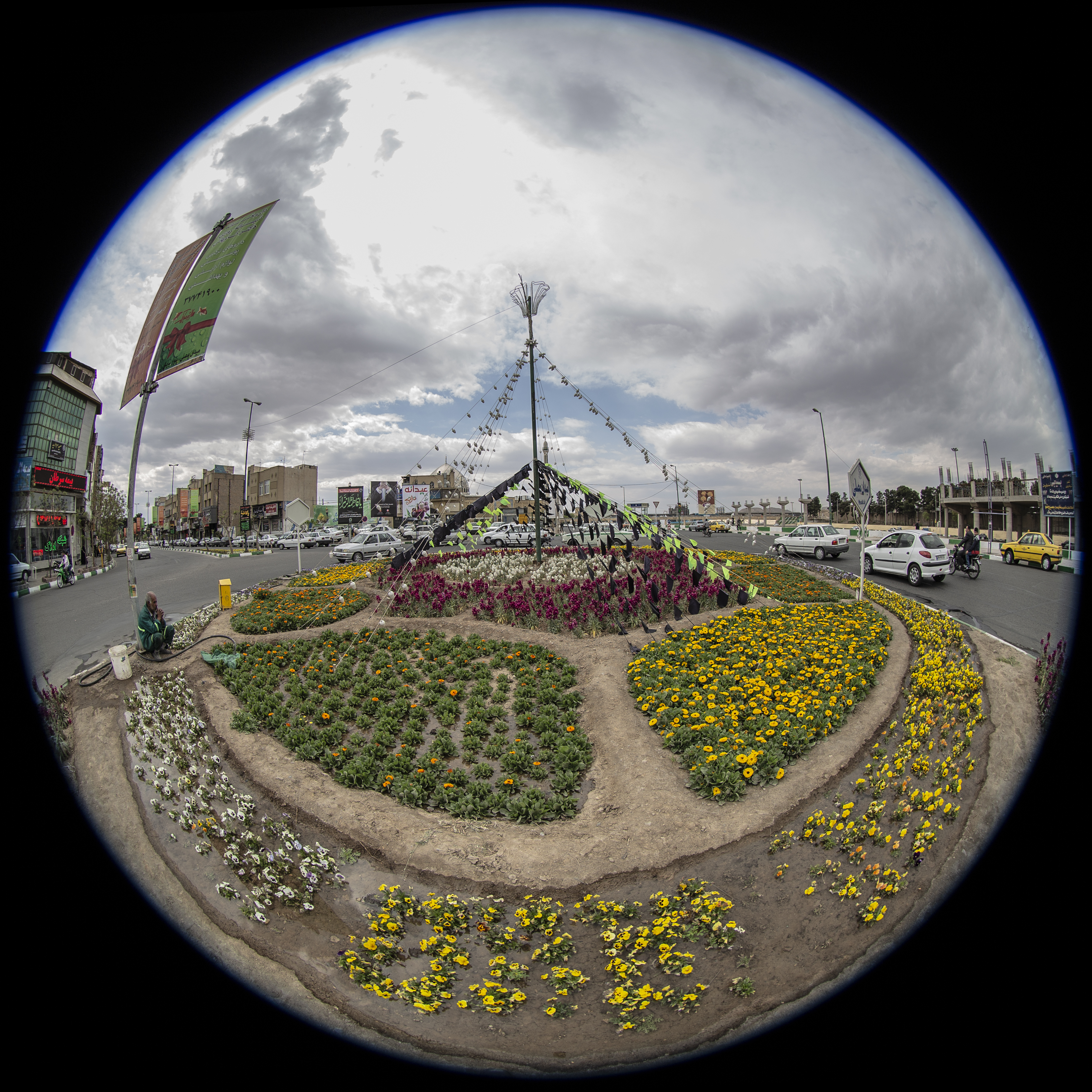
گلکاری یک میدان در شهر قم، عکاسی شده با لنز چشم ماهی ۸ - ۱۵ شرکت کانن بر روی دوربین فول فریم ۶ دی کانن